# テレフォン・ライン
「テレフォン・ライン」 (Telephone Line) は、エレクトリック・ライト・オーケストラが1976年に発表した楽曲。グループの代表作の一つ。
1976年9月発売のアルバム『オーロラの救世主』に収録され、翌1977年5月にシングルカットされた。同年9月24日から10月1日にかけて2週連続でビルボード・Hot 100の7位を記録。全英シングルチャートで8位、カナダで1位、ニュージーランドで1位を記録した。ビルボードの1977年の年間チャートの15位を記録し、ゴールドディスクに輝いた。
グループは実際にイギリスからアメリカに電話をかけ、その音を録音したものをモーグ・シンセサイザーで再現し、効果音として使用した。

## 別バージョン
- 1980年発売のライブ・ビデオ『Out of the Blue: Live at Wembley』に収録。1978年6月、ロンドンのウェンブリー・アリーナで行った演奏。
- 1998年3月28日発売のライブ・アルバム『Live at Wembley '78』に収録。上記ビデオのＣＤ版。
- 2001年発売のライブ・ビデオ『Zoom Tour Live』に収録。2001年の演奏。
- 2006年に再発された『オーロラの救世主』のリマスター盤に、別ボーカル・バージョンとインストゥルメンタル・バージョンが収録されている。
- 2012年10月にジェフ・リンがエレクトリック・ライト・オーケストラ名義で発表したコンピレーション・アルバム『Mr. Blue Sky: The Very Best of Electric Light Orchestra』に収録。その中でセルフ・カバーを行った。
- 2012年10月にBBC Fourで放映された『Jeff Lynne Acoustic: Live from Bungalow Palace』において披露。演奏はジェフ・リンのアコースティック・ギターとリチャード・タンディーのピアノのみ。
- 2013年4月発売のライブ・アルバム『Electric Light Orchestra Live』の日本版のボーナストラックとして収録。2001年、ロサンゼルスのCBSテレビジョンシティで行った演奏。
- 2015年9月11日発売のライブ・ビデオ『Jeff Lynne's ELO: Live in Hyde Park』に収録。2014年9月14日、ハイド・パークで行った演奏。